# NTTグループ九州野球クラブ
NTTグループ九州野球クラブ（エヌティーティーグループきゅうしゅうやきゅうクラブ）は、熊本県熊本市に本拠地を置き、日本野球連盟に加盟していた社会人野球のクラブチームである。2001年に解散した。

## 概要
日本電信電話公社の九州支社の硬式野球部『電電九州硬式野球部』として1955年に創立された。1965年に都市対抗に初めて出場。1979年には山内孝徳らを擁して日本選手権でベスト4に進んでいる。
1985年、母体の民営化に伴い、チーム名を『NTT九州硬式野球部』に改称した。
1999年、NTTグループの再編に伴ってNTTの企業保有チームはNTT東日本とNTT西日本の2チームのみになり、同年1月にグループ内の各野球部は統廃合される事が決まった。これに対して同部はクラブチームとしての存続を申し出て、活動を続けることになった。同年は、前年で休部したニコニコドーや大仙から主力選手を獲得し、27年ぶりにJABA九州大会で優勝。都市対抗にも5年ぶりに出場した。都市対抗後に『NTT西日本九州硬式野球倶楽部』にチーム名を改称し、1日の練習時間も5時間から3時間に減少したが、クラブチームとして史上初の日本選手権出場を達成した。
2000年、チーム名を『NTTグループ九州野球クラブ』に改称したが、合理化に伴い2001年10月30日をもって廃部となった。

## 沿革
- 1955年 - 『電電九州硬式野球部』として発足
- 1961年 - 都市対抗野球大会に初出場
- 1974年 - 社会人野球日本選手権大会に初出場
- 1979年 - 社会人野球日本選手権大会でベスト4進出
- 1985年 - 『NTT九州硬式野球部』に改称
- 1999年 - クラブチーム化し、『NTT西日本九州硬式野球倶楽部』に改称
- 2000年 - 『NTTグループ九州野球クラブ』に改称
- 2001年 - 廃部・解散

## 主要大会の出場歴・最高成績
- 都市対抗野球大会 - 出場18回
- 社会人野球日本選手権大会 - 出場9回
- JABA四国大会 - 優勝1回（1995年）
- JABA九州大会 - 優勝2回（1972年、1999年）
- JABA高砂市長杯争奪大会 - 優勝1回（1999年）

## 主な出身プロ野球選手
- 田端謙二郎（投手） - 1965年ドラフト1位で近鉄バファローズに入団
- 外木場義郎（投手） - 1965年に広島カープに入団
- 川崎義通（投手） - 1967年ドラフト9位で東映フライヤーズに入団
- 中原全敏（内野手） - 1968年ドラフト5位で東映フライヤーズに入団
- 真弓明信（内野手） - 1972年ドラフト3位で太平洋クラブライオンズに入団
- 山内孝徳（投手） - 1979年ドラフト3位で南海ホークスに入団
- 右田一彦（投手） - 1981年ドラフト1位で横浜大洋ホエールズに入団
- 南牟礼豊蔵（外野手） - 1981年ドラフト3位で阪急ブレーブスに入団
- 村岡耕一（内野手） - 1981年ドラフト3位で横浜大洋ホエールズに入団
- 右田雅彦（外野手） - 1986年ドラフト3位で南海ホークスに入団
- 江口孝義（投手） - 1990年ドラフト3位で福岡ダイエーホークスに入団
- 小島善博（投手） - 7月に退社した1990年ドラフト3位で日本ハムファイターズに入団
- 草野大輔（内野手） - NTT東京から移籍、チーム解散に伴いホンダ熊本に移籍し、2005年大学生・社会人ドラフト8位で東北楽天ゴールデンイーグルスに入団